# Metriorrhynchomiris fallax
Metriorrhynchomiris fallax är en insektsart som först beskrevs av Reuter 1909.  Metriorrhynchomiris fallax ingår i släktet Metriorrhynchomiris och familjen ängsskinnbaggar. Inga underarter finns listade i Catalogue of Life.